# Tunnel du Chat
Le tunnel du Chat est un ensemble de deux tunnels, l'un routier et l'autre destiné aux mobilités douces situé en France sur les communes de Bourdeau et Saint-Jean-de-Chevelu, dans le département de la Savoie en région Auvergne-Rhône-Alpes.
Il permet de traverser le mont du Chat et de relier la cluse de Chambéry à l'est et l'Avant-Pays savoyard à l'ouest. La route départementale RD 1504 (ex-RN504) qui l’emprunte est ainsi plus rapide que la route départementale 914a qui emprunte le col du Chat situé en surplomb du tunnel.
Ouvert en 1932, le tunnel est un monotube à circulation bidirectionnelle long de 1 486 mètres.

## Règles de circulation
Avant l'incendie du tunnel du Mont-Blanc, le trafic était de 9 600 véhicules par jour dont 11 % de poids lourds. Ensuite, plusieurs arrêtés sont venus modifier les vitesses, les distances de sécurité ainsi que les catégories de véhicules dont la circulation est autorisée dans le tunnel.
La vitesse maximale autorisée est de 50 km/h et la distance de sécurité portée est de 100 m pour les véhicules de plus de 3,5 tonnes, et de 50 m pour les véhicules légers et les deux roues. Le tunnel du Chat est interdit aux véhicules de plus de 7,5 tonnes, aux piétons et aux cyclistes. Ces derniers peuvent emprunter le col du Chat (638 m), plus élevé de 250 m et depuis 2017 la galerie de service située à environ 30 m du tunnel routier.
En 2015, avant la fermeture du tunnel pour laisser place aux travaux de sécurisation, sa fréquentation s'élève à 11 500 véhicules par jour.

## Travaux de sécurisation de 2017
Depuis l'incendie du tunnel du Mont-Blanc en 1999 et la publication d'une nouvelle réglementation, des travaux de sécurisation ont été régulièrement effectués dans ce tunnel recensé parmi les plus dangereux de France (installation de capteurs de taux de pollution, ajout de caméra de vidéo-surveillance...).

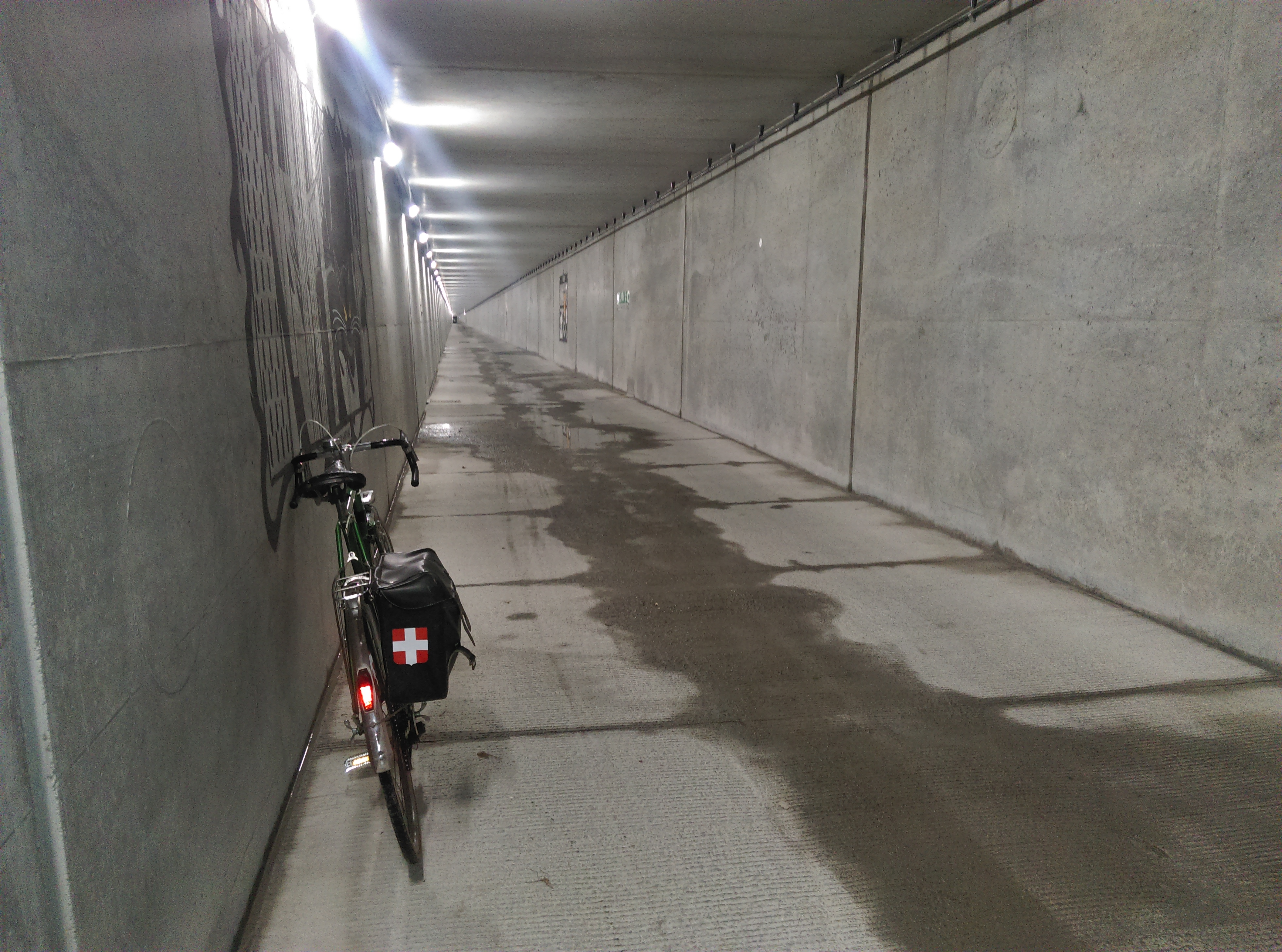
Galerie réservée aux vélos et piétons.

En cas d'incendie, les automobilistes peuvent alors rejoindre la galerie construite entre 2015 et 2017 à pied, avant d'atteindre l'air libre. En situation normale, cette galerie est ouverte en permanence aux piétons et aux cyclistes.
Le tunnel a été fermé à la circulation pour travaux à partir du 18 avril 2017. La réouverture s'est effectuée le samedi 18 novembre 2017. Les travaux ont coûté 57 millions d'euros, financés par le conseil départemental de la Savoie.